# Édouard Will
Pour les articles homonymes, voir Will.
Édouard Will est un historien français, né le 8 mai 1920 à Mulhouse et mort le 27 juillet 1997 à Vialas. Il est considéré comme étant le meilleur spécialiste français de l'histoire politique de l'époque hellénistique.

## Biographie
Édouard est le dernier enfant d'une famille alsacienne protestante de Mulhouse. Il est le frère de l'organiste Madeleine Will.
En 1940, il est étudiant à l'Université de Strasbourg au moment où la faculté est repliée sur le site de Clermont-Ferrand au cœur de l'Auvergne. Il s'engage auprès de la 1re armée française et participe activement avec ses camarades à la Libération de l'Alsace.
En 1946, il passe l'agrégation d'histoire et enseigne au gymnase Jean-Sturm et ensuite au lycée Fustel-de-Coulanges de Strasbourg.
En 1955, il devient Docteur en Histoire avec sa thèse consacrée à l'histoire archaïque de Corinthe : Korinthiaka : recherches sur l'histoire et la civilisation de Corinthe des origines aux guerres médiques.
Il rédige également une thèse secondaire intitulée Doriens et Ioniens. Essai sur la valeur du critère ethnique appliqué à l'étude de l'histoire grecque.
Il a enseigné l'histoire grecque à l'université de Nancy de 1955 à 1984 et a dirigé le centre de documentation sur le monde méditerranéen antique jusqu'en 1985.
En février 1979, il fait partie des 34 signataires de la déclaration rédigée par Léon Poliakov et Pierre Vidal-Naquet pour démonter la rhétorique négationniste de Robert Faurisson.

## Publications
- Korinthiaka, De Boccard, 1955.
- Histoire politique du monde hellénistique - Tome 1 : De la mort d'Alexandre aux avènements d'Antiochos III et de Philippe V, Annales de l'Est publiées par la Faculté des lettres et des Sciences humaines de l'Université de Nancy, 1966, 369 p. .
- Histoire politique du monde hellénistique - Tome 2 : Des avènements d'Antiochos III et de Philippe V à la fin des Lagides, Annales de l'Est publiées par la Faculté des lettres et des Sciences humaines de l'Université de Nancy, 1967, 564 p. .
  - Réédition des deux livres en un seul volume : Édouard Will, Histoire politique du monde hellénistique 323-30 av. J.-C., Paris, Seuil, coll. « Points Histoire », 2003 (ISBN 2-02-060387-X).
- Le monde grec et l'Orient - Tome 1 : le Ve siècle, 1972
- Le monde grec et l'Orient - Tome 2 : Le IVe siècle et l'époque hellénistique, 1975.
- Ioudaismos-hellenismos. Essai sur le judaïsme judéen à l'époque hellénistique, 1986 (en coll. avec Claude Orrieux)
- Prosélytisme juif ? Histoire d'une erreur, Les Belles Lettres, 1992.
- Historica graeco-hellenistica - Choix d'écrits 1953 - 1993, De Boccard, 1999.